# ラファエル・ホリンズヘッド
ラファエル・ホリンズヘッド（Raphael Holinshed、['hɔlinʃed]、[ˈhɒlɪnzhɛd]、1529年 - 1580年）は、イングランドの年代記作家で、一般的に『ホリンズヘッドの年代記 (Holinshed's Chronicles)』として知られた彼の作った年代記は、ウィリアム・シェイクスピアが数多くの戯曲を書く上で重要な情報源として利用された。
日本語では姓を「ホリンシェッド」とするなど、表記の揺れがある。英国の発音辞典でも上記に引用している通り「ホリンシェッド」という発音であると説明されている。
ホリンズヘッドは、チェシャー州サットン・レーン・エンズのサットン・ホールで生まれたと考えられているが、ロンドンに住み、印刷業者レイナー（レジナルド）・ウルフの下で、翻訳者として働いていた。ウルフは、ホリンズヘッドに指示して、創世記の大洪水から当時のエリザベス女王の治世までの世界の歴史を編纂するという企画に従わせた。この壮大な計画は完成されることなく頓挫したが、その一部は1577年に『イングランド、スコットランド、アイルランドの年代記 (The Chronicles of England, Scotland, and Ireland)』として出版された。この年代記において、ホリンズヘッドは寄稿者のひとりに過ぎず、その執筆にはウィリアム・ハリソン、リチャード・スタニハースト、ジョン・フッカーらが関わっていた。
シェイクスピアは『年代記』を多くの歴史劇の戯曲の参考資料とし、『マクベス』の筋書きや、『リア王』や『シンベリン』の一部などを生み出した。

## 生涯
ホリンズヘッドの生涯については、ほとんど何も分かっていない。例えば、生年月日を述べた確たる典拠は存在していない。彼が有名になったのは『年代記』によってだけであり、彼について知られている事柄は『年代記』に関することに限られている。ヴァーノン・スノウ (Vernon Snow) は、ホリンズヘッドがケンブリッジ大学に学んだ、経験を積んだ翻訳者だったと述べているが、ホリンズヘッドの他の著作などを知られていない。『年代記』の出版許可が下されて数ヶ月後、ホリンズヘッドは引退してウォリック近郊の田舎に移った。彼は1580年頃に死去し、その遺言は1582年4月24日に検認された。公職、学問上の業績、教会関係の職務などは、何も確認されていない。

## ホリンズヘッドの『イングランド、スコットランド、アイルランドの年代記』

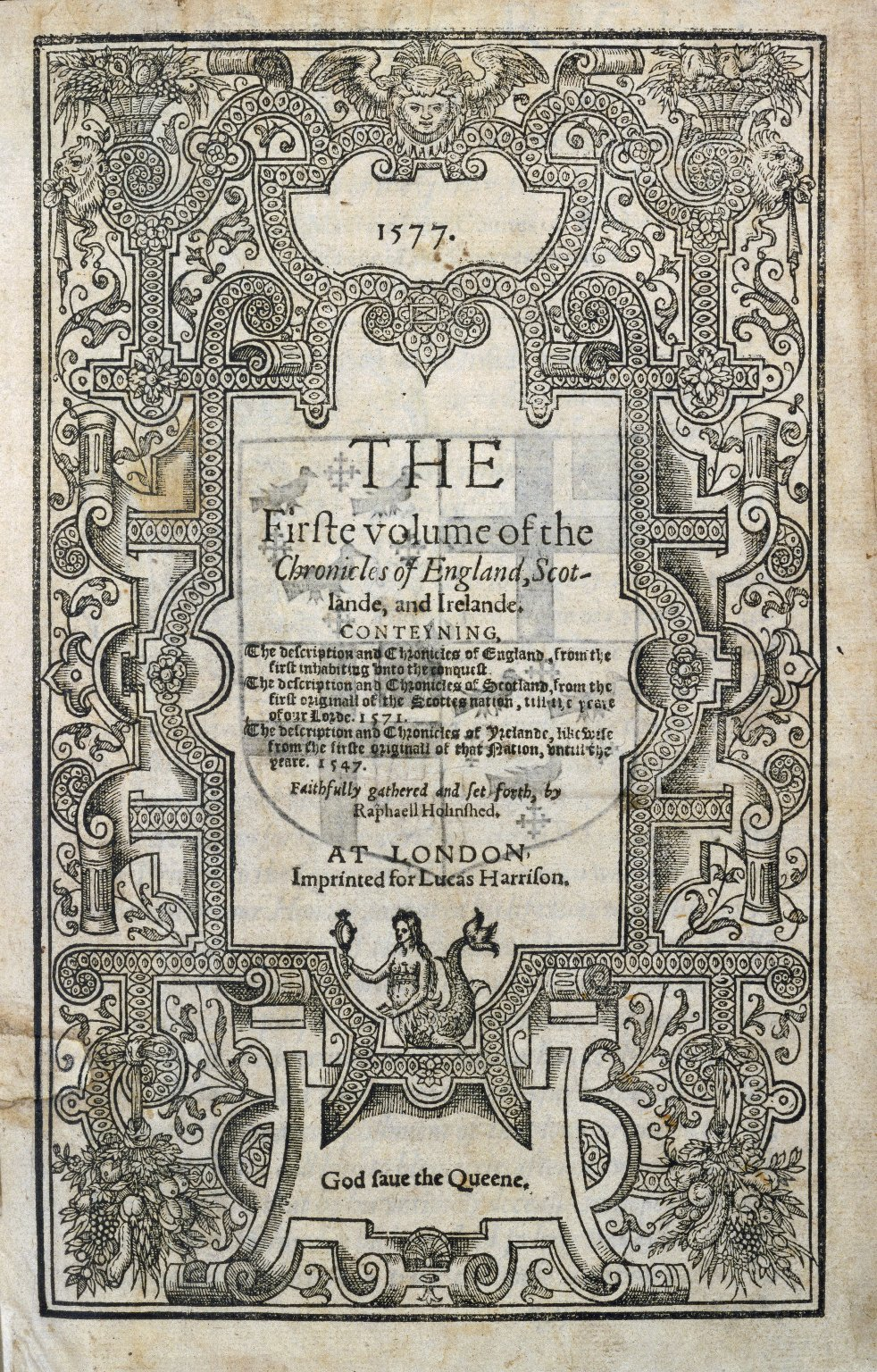
ホリンズヘッドの『年代記』初版の扉。

1548年、ロンドンの印刷業者レイナー・ウルフは「全世界の包括的なコスモグラフィーと、あらゆる既知の諸国民の個別の歴史」を作成するという着想を持った。彼は、それを英語で印刷しようと考え、地図や図像も収録した本にしたいと望んだ。ウルフは、ジョン・リーランドの著作を多数入手し、それを基に年代記を編纂し、新たな情報も加えて地図を作成した。やがて自力ではこの計画の遂行はおぼつかないと悟ったウルフは、ラファエル・ホリンズヘッドとウィリアム・ハリソンを雇って、彼らの助けを得ることになった。
この企画が完成に至らないまま、ウルフは1573年に死去し、企画の内容はブリテン諸島だけに範囲を限ることに変更されて、書籍出版業組合の会員3名によるコンソーシアムに引き継がれた。事業は、ラファエル・ホリンズヘッドが、ウィリアム・ハリソン、リチャード・スタニハースト、エドマンド・キャンピオン、ジョン・フッカーを雇う形で進められた。1577年、2巻本での出版に漕ぎ着けたが、事前に枢密院の検閲によって、スタニハーストが執筆したアイルランドに関する記述の一部が削除された。スコットランドに関する記述は、大部分がヘクター・ボイスのラテン語の著作『Scotorum Historiae』の翻訳であった。
第2版は1587年に出版されたが、記述の一部に女王や大臣たちに対して不敬と見なされる内容が含まれていた。当該ページは枢密院の命令によってページごと除去された。この除去された部分は、1723年に独立した冊子として出版され、1807年には完全な形での復刻版が出版された。